# موريس بريندرغاست
موريس بريندرغاست (بالإنجليزية: Maurice Prendergast)‏ هو رسام أمريكي، ولد في 10 أكتوبر 1858 في سانت جونز في كندا، وتوفي في 1 فبراير 1924 في نيويورك في الولايات المتحدة.

## وصلات خارجية
- موريس بريندرغاست على موقع الموسوعة البريطانية (الإنجليزية)
- موريس بريندرغاست على موقع إن إن دي بي (الإنجليزية)
- موريس بريندرغاست على موقع ديسكوغز (الإنجليزية)